# Ann Richards
Dorothy Ann Willis, más conocida como Ann Richards (Lacy-Lakeview, Texas 1 de septiembre de 1933-Austin, Texas 13 de septiembre de 2006) fue una política estadounidense, que llegó a ser la segunda gobernadora mujer del Estado de Texas entre 1991 y 1995, donde le sucedería quien sería el presidente de los Estados Unidos, George W. Bush. Antes de ese cargo, ya había ostentado el de tesorera de Texas entre 1983 y 1991.